# 1. division 1971
La 1. Division 1971 è stata la 58ª edizione della massima serie del campionato danese di calcio conclusa con la vittoria del Vejle, al suo secondo titolo.
Capocannonieri del torneo furono Uffe Brage del KB e John Nielsen del B 1901 con 19 reti.

## Classifica finale
|    | Classifica    | G  | V  | N | P  | GF | GS | DR  | Pti |
| -- | ------------- | -- | -- | - | -- | -- | -- | --- | --- |
| 1  | Vejle         | 22 | 13 | 3 | 6  | 61 | 40 | +21 | 29  |
| 2  | Hvidovre IF   | 22 | 10 | 4 | 8  | 44 | 38 | +6  | 24  |
| 3  | BK Frem       | 22 | 10 | 4 | 8  | 40 | 36 | +4  | 24  |
| 4  | KB            | 22 | 10 | 4 | 8  | 49 | 47 | +2  | 24  |
| 5  | Randers Freja | 22 | 9  | 5 | 8  | 40 | 42 | -2  | 23  |
| 6  | Køge BK (*)   | 22 | 9  | 5 | 8  | 44 | 47 | -3  | 23  |
| 7  | Brønshøj BK   | 22 | 10 | 2 | 10 | 43 | 52 | -9  | 22  |
| 8  | B 1903        | 22 | 7  | 7 | 8  | 35 | 31 | +4  | 21  |
| 9  | B 1901        | 22 | 8  | 4 | 10 | 46 | 47 | -1  | 20  |
| 10 | B 1909 (*)    | 22 | 6  | 7 | 9  | 39 | 40 | -1  | 19  |
| 11 | Aalborg       | 22 | 7  | 4 | 11 | 37 | 47 | -10 | 18  |
| 12 | AB            | 22 | 7  | 3 | 12 | 34 | 45 | -11 | 17  |

(*) Squadre neopromosse

## Verdetti
- Vejle Campione di Danimarca 1971.
- Vejle qualificato alla Coppa dei Campioni 1972-1973
- Hvidovre IF e BK Frem ammesse alla Coppa UEFA 1972-1973.
- Aalborg e AB retrocesse.